# Prisión de Bastøy
La prisión de Bastøy (en noruego: Bastøy landsfengsel) está ubicada en la isla homónima, a 75 kilómetros al sur de Oslo, en Noruega.

## Descripción
Es una prisión de mínima seguridad que ocupa la totalidad de la isla. Los prisioneros pueden moverse con ciertas libertades dentro de la isla. Viven en cabañas, en grupos de 6  y trabajan en talleres, aprenden oficios y atienden las granjas de la isla. La prisión tiene una dotación de 70 personas, 35 son guardias armados y sólo cuatro permanecen en la isla por la noche. El resto del personal se traslada en ferry a sus hogares en Oslo.
Los prisioneros reciben un sueldo por su trabajo con el que pueden comprar alimentos en el supermercado de la isla. El objetivo es que los prisioneros se acostumbren a vivir siguiendo las mismas normas que se encontraran al ser liberados.
La prisión es considerada un modelo de reinserción social. La tasa de reincidencia en los liberados de Bastøy es del 16 %, mientras que, en las prisiones británicas, por ejemplo, la tasa de reincidencia llega al 70 %.